# 拉杜 (密蘇里州亨利縣)
拉杜（英語：La Due）是位於美國密蘇里州亨利縣的村。

## 人口
根據2020年美國人口普查的數據，拉杜的面積為0.21平方千米，皆為陸地。當地共有人口27人，而人口密度為每平方千米129人。